# خورن واتینیان
خورن مکرتچی واتینیان (ارمنی: Խորեն Մկրտչի Վաթինյան؛  زادهٔ ۱۴ فوریهٔ ۱۹۲۳ - درگذشته ۲۱ مهٔ ۱۹۹۵) معمار اهل ارمنستان بود. 

## زندگی‌نامه
وی در ۱۴ فوریهٔ ۱۹۲۳ در دیلیجان به دنیا آمد و از دانشگاه ملی پلی‌تکنیک ارمنستان فارغ‌التحصیل گشت. وی از ۱۹۵۵ عضو اتحادیه معماران ارمنستان بود. همچنین برندهٔ جوایزی همچون نشان جنگ میهنی (درجه یک (۱۹۸۵) و درجه دو) و نشان پرچم سرخ کار شده است. وی در ۲۱ مهٔ ۱۹۹۵ در سن ۷۲ سالگی در ایروان درگذشت و در آرامستان مرکزی ایروان (توخماخ) به خاک سپرده شد.

## آثار
- ساختمان شهرداری دیلیجان
- تالار فرهنگی دیلیجان
- بنیای یادبود سربازان کشته‌شده جنگ جهانی دوم در دیلیجان (۱۹۷۵)
- بنیای یادبود تقدیم به پنجاهمین سالگرد ارمنستان شوروری در دیلیجان (۱۹۷۰)